# Valdemar Poulsen
Pour les articles homonymes, voir Poulsen.
Valdemar Poulsen, né le 23 novembre 1869 à Copenhague et mort le 23 juillet 1942 , est un ingénieur danois, inventeur en 1898 du premier dispositif d'enregistrement magnétique d'informations, le « télégraphone », ancêtre du magnétophone.

## Biographie
Valdemar Poulsen est le fils du magistrat Jonas Nicolaï Johannes Poulsen (1836–1914), juge à la Cour suprême et futur directeur de cabinet du Ministère de la Justice, et de sa femme Rebekka Magdalena (1848–1873), née Brandt. Valdemar Poulsen manifesta très jeune un intérêt pour le dessin et les sciences naturelles. Il effectua jusqu'en 1889 sa scolarité à Christianshavn puis étudia la philosophie et la médecine à l'université de Copenhague, mais il s'y intéressait surtout aux leçons de chimie de Julius Thomsen et ne passa pas les examens. Ayant échoué au concours d'entrée de l'école d'ingénieurs, le Polyteknisk à cause de résultats insuffisants aux épreuves de mathématiques, il prit un emploi de technicien aux ateliers Frich et fils d'Aarhus, puis fut recruté comme ingénieur des méthodes en 1893 par la Compagnie Téléphonique de Copenhague (Kopenhagener Telefon-Gesellschaft, KTAS). Préoccupé par l'impossibilité, pour un usager, de laisser un message lorsque son interlocuteur était absent, il y développa particulièrement les techniques d'enregistrement des ondes sonores.
En 1898, Valdemar Poulsen a déposé le brevet américain de son invention, qu'il désignait sous le nom de télégraphone. Lors de l'exposition universelle de 1900, il a enregistré avec son dispositif la voix de l'empereur François-Joseph d'Autriche : c'est, à ce jour, le plus ancien enregistrement sonore magnétique existant.
Il développa par la suite l'émetteur à arc.

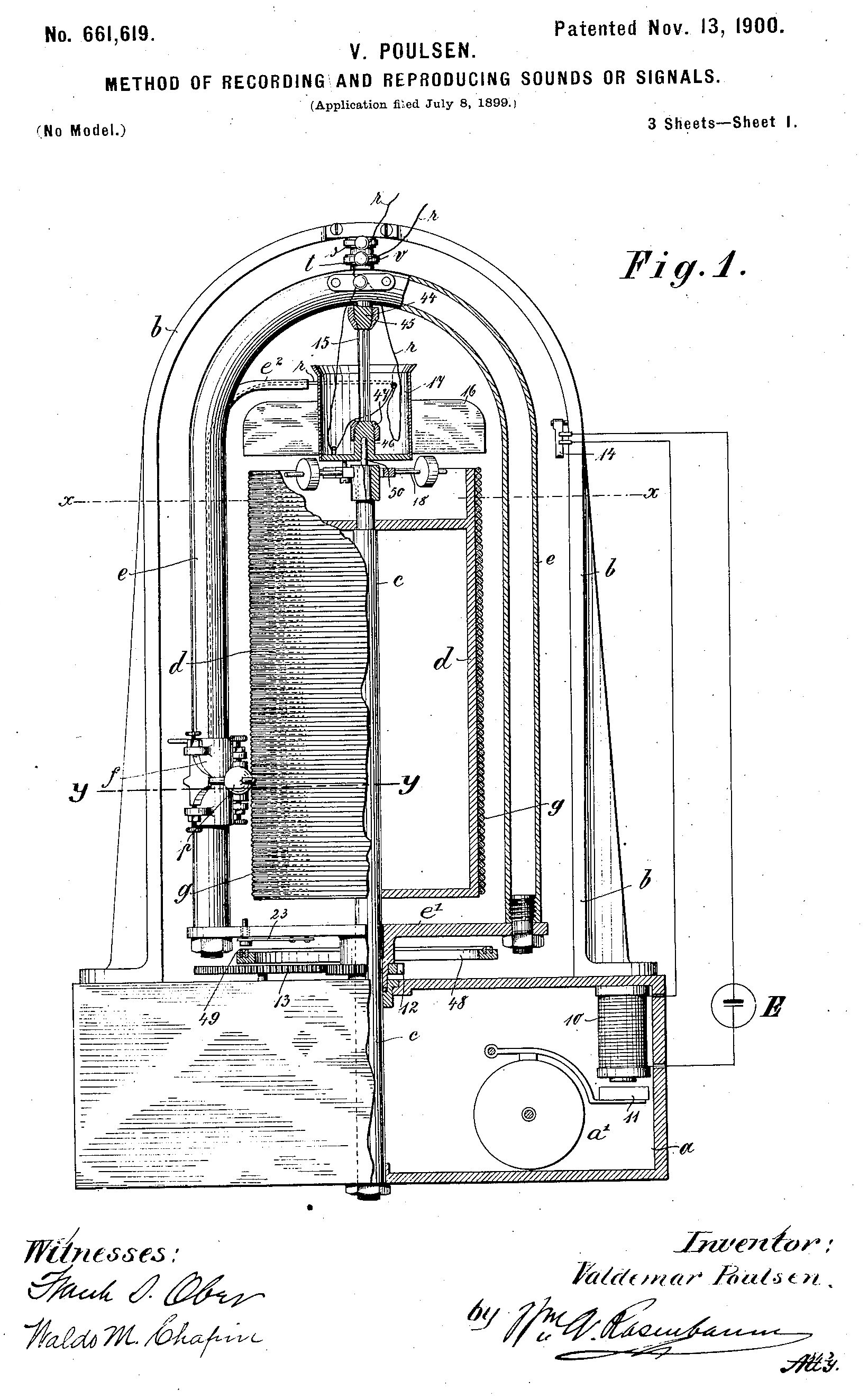
Le brevet américain de Poulsen pour l'enregistrement magnétique.